# Conductivitate electrică
Conductivitatea electrică (numită și conductibilitatea electrică specifică) este mărimea fizică  ce caracterizează un material și care determină rezistența lui electrică, fiind o măsură a cât de puternic se opune sau permite transportul sarcinilor electrice atunci când este plasat într-un câmp electric. Simbolul folosit pentru această mărime este de obicei σ (litera grecească sigma), iar unitatea de măsură este siemens pe metru (S/m). Mărimea inversă conductivității este rezistivitatea electrică, cu simbolul ρ (litera grecească ro) și unitatea de măsură ohm metru (Ω·m).
Următorii termeni sunt înrudiți cu conductivitatea electrică dar au semnificații diferite:
- Conductibilitatea electrică este proprietatea materialelor de a permite trecerea curentului electric.
- Conductanța electrică este mărimea care exprimă capacitatea a unui conductor sau circuit dat de a conduce curentul electric. Conductanța se măsoară în siemens (S) și este mărimea inversă rezistenței electrice măsurate în ohmi (Ω).

De exemplu, în conductoare, datorită agitației interne, multitudinea de electroni ce se deplasează de la un atom la altul, poate fi asimilată cu un gaz electronic în care interacțiunile dintre electroni sunt neglijabile. Se ține cont că electronii se ciocnesc cu ionii pozitivi metalici după parcurgerea drumului liber mijlociu, cu o viteză calculabilă. Datorită agitației interne naturale, electronii au viteze diferite, precum și direcții, sensuri, putându-se calcula o viteză medie de grup:
{\displaystyle v_{m}={\sqrt[{}]{\frac {3kT}{m}}}}
unde: {\displaystyle k=1,38^{.}10^{-23}[JK^{-1}]}, iar T este temperatura absolută [K]
Dacă se aplică din exterior un câmp electric conductorului, electronii smulși de câmp au o anumită direcție, sens și viteză calculabilă.
Dacă se ține cont de interacțiunile dintre electroni, aceștia având o anumitâ masâ, curbeazâ spațiul în jurul lor, modificând traiectoriile date de ciocnirile cu structura cristalină a conductoarelor, o parte din energie transformându-se într-un element gravitațional, generând o oglindă deformatoare a timpului în raport cu masa.

## Definiție
Conductivitatea electrică a unui material se definește ca raportul dintre densitatea curentului electric J produs prin plasarea materialului în câmpul electric E:
{\displaystyle \mathbf {J} =\sigma \mathbf {E} }
Există materiale la care conductivitatea electrică este anizotropă --- mărimea și orientarea vectorului J depinde de mărimea și orientarea vectorului E ---, caz în care conductivitatea electrică trebuie exprimată printr-un tensor de rangul 2 (o matrice 3×3). O asemenea proprietate o au de exemplu materialele cu o structură stratificată, cum ar fi unele roci sedimentare; în cazul lor conductivitatea în planul straturilor poate fi diferită de conductivitatea pe direcția perpendiculară.
În cîmpuri electrice alternative conductivitatea electrică se exprimă printr-un număr complex (sau un tensor de numere complexe dacă materialul este anizotrop), numit admitivitate electrică. În acest caz partea reală a admitivității se numește conductivitate iar cea imaginară susceptivitate. Similar, conductanței îi corespunde în cîmp alternativ mărimea numită admitanță, care este inversa impedanței electrice.

## Clasificarea materialelor
Corpul sau materialul care conduce curentul electric se numește conductor electric; metalele sunt buni conductori electrici, iar dintre acestea conductivitatea cea mai mare o are argintul (63,0·106 S·m−1), urmat la mică distanță de cupru (59,6·106 S·m−1). De asemenea plasma (gaz ionizat) este în general un bun sau foarte bun conductor electric --- în multe cazuri conductivitatea plasmei se poate considera infinită. Tot în clasa conductorilor intră și unele lichide care conțin mulți ioni, de exemplu apa sărată conduce curentul electric cu atât mai bine cu cât concentrația de sare este mai mare.
Un corp sau material care nu permite în mod semnificativ trecerea sarcinilor electrice se numește izolator (de exemplu sticla, vidul, apa deionizată etc.).
O valoare a conductivității electrice între cea a conductorilor și cea a izolatorilor o au semiconductorii. Adesea conductivitatea semiconductorilor poate fi ajustată în limite largi, atît permanent prin procesul de fabricație, de obicei prin dopare, cît și dinamic prin aplicarea unor cîmpuri electrice exterioare, prin variația temperaturii, prin iluminare, prin expunere la radiație ionizantă etc.

### Materiale electroizolante
Materialele electroizolante prezintă o rezistivitate electrică ρ cu valori cuprinse între 108 și 1018 [Ω cm]. Oricare dintre proprietățile electrice și neelectrice ale materialelor electroizolante poate servi drept criteriu de clasificare a acestor. S-au impus totuși criteriile cu caracter general cum sunt: natura chimică, starea de agregare, stabilitatea termica, forma și caracteristica esențială a materialelor componente la care se mai adaugă eventual, starea finală și transformările necesare pentru obținerea produsului finit.
Astfel, după natura lor chimică, materialele electroizolante se pot clasifica în materiale organice, anorganice și siliconice. Materialele de natură organică prezintă proprietăți electroizolante foarte bune, având însă o rezistență redusă la solicitările termice și mecanice. Materialele de natură anorganică (marmura, azbestul etc.) au o comportare inversă materialelor organice. Materialele de natură siliconică îmbină în mod favorabil cele mai bune proprietăți ale materialelor organice și anorganice.
Luând în considerare starea de agregare a materialelor electroizolante vom distinge materiale: solide, lichide și gazoase.
Folosind drept criteriu de clasificare stabilitatea termică, materialele electroizolante se împart în clase de izolație și au caracteristica comună temperatura maximă la care pot fi utilizate timp îndelungat. Pentru determinarea stabilității termice, pe lângă temperatură, se pot utiliza și mărimi electrice (constante de material) ca de exemplu scăderea rigidității dielectrice cu creșterea temperaturii, mărimi fizice sau mărimi mecanice.
O clasă de izolație cuprinde materialele care au o stabilitate termică comparabilă, la o temperatură de serviciu dată.
Clasificarea materialelor în clase de izolație este în prezent nesatisfăcătoare deoarece se referă la grupe de materiale ce pot intra în constituția unui sistem de izolație, dar nu oferă posibilitatea alegerii unui material pentru condițiile impuse de un anumit scop sau loc de utilizare. Ca urmare este căutat un alt criteriu de clasificare a materialelor adoptat de CEI (Comisia Electronică Internațională). Această clasificare cuprinde în fiecare grupă materiale de aceeași formă și stare finală, care necesită pentru utilizare același mod de prelucrare.
Din punctul de vedere al proprietăților lor electrice, materialele semiconductoare se situează între materialele conductoare și materialele electroizolante.

### Materiale semiconductoare
Materialele semiconductoare au o rezistivitate electrică ρ cuprinsă în intervalul (10-3÷1010)[Ω cm].
Caracteristicile de bază ale materialelor semiconductoare sunt următoarele:
- rezistivitatea materialelor semiconductoare variază neliniar cu temperatura; rezistivitatea lor scade odată cu creșterea temperaturii;
- prin suprafața de contact între 2 semiconductori sau un semiconductor cu un metal, conducția electrică este unilaterală;
- natura purtătorilor de sarcină dintr-un semiconductor depinde de natura impurităților existente în semiconductor.

Materialele semiconductoare se pot clasifica, la rândul lor, după mai multe criterii. Astfel după gradul de puritate distingem:
- Semiconductori intriseci. Aceștia sunt perfect puri și au o rețea cristalină perfect simetrică;
- Semiconductori extrinseci. Aceștia sunt impurificați și natura conductibilității lor depinde de natura impurităților.

După felul impurităților pe care le conțin, semiconductorii extrinseci pot fi: donori, dacă impuritatea are valența mai mare decât cea a semiconductorului; acceptori, dacă impuritatea are valența mai mică decât cea a semiconductorului.

### Materiale conductoare
Materialele conductoare au o rezistivitate care nu depășește 10-5÷10-3[Ω cm].
După natura conductibilității electrice materialele conductoare se pot clasifica în:
- Materiale conductoare de ordinul I. Aceste materiale prezintă o conductibilitate de natură electronică, rezistivitatea lor crește odată cu creșterea temperaturii, iar sub acțiunea curentului electric ele nu suferă modificări de structură. Materialele conductoare de ordinul I sunt metale în stare solidă și lichidă. Dacă luăm în considerare valoarea conductivității lor, materialele conductoare de ordinul I se pot împărți în:

--materiale de mare conductivitate, cum sunt: Ag, Cu,    Al, Fe, Zn, PB, Sn etc.
--materiale de mare rezistivitate, care sunt formate de obicei din aliaje și se utilizează pentru rezistențe electrice, elemente de încălzire electrică, instrumente de măsură etc.
- Materiale conductoare de ordinul II. Aceste materiale prezintă o conductibilitatea de natură ionică, rezistivitatea lor scade odată cu creșterea temperaturii, iar sub acțiunea curentului electric ele suferă transformări chimice. Din categoria materialelor conductoare de ordinul II fac parte sărurile în stare solidă sau lichidă, soluțiile bazice sau acide, soluțiile de săruri (deci toți electroliții).

## Dependența de temperatură
La majoritatea materialelor conductivitatea electrică depinde mult de temperatură. Astfel, în cazul celor mai multe metale, conductivitatea scade cu temperatura, iar în cazul semiconductorilor conductivitatea crește cu temperatura. Pe intervale de temperatură mici în general această dependență se poate aproxima printr-o relație liniară.
La temperaturi foarte joase, apropiate de 0 K, unele materiale prezintă fenomenul cuantic de supraconducție, în care conductivitatea are valoare infinită (rezistivitatea este exact zero). În aceste materiale curentul electric poate curge la infinit. Fiecare material supraconductor are propria sa temperatură critică sub care prezintă aceste proprietăți; unele materiale precum cuprul și argintul păstrează totuși o conductivitate finită chiar și la temperaturi foarte apropiate de zero absolut. Altele în schimb rămîn supraconductoare pînă la temperaturi relativ înalte, astfel încît pot fi utilizate și la temperatura de fierbere a azotului lichid (77 K); primul material de acest gen studiat a fost oxidul de ytriu bariu și cupru (YBa2Cu3O7, prescurtat YBCO).